# Einar van de Velde

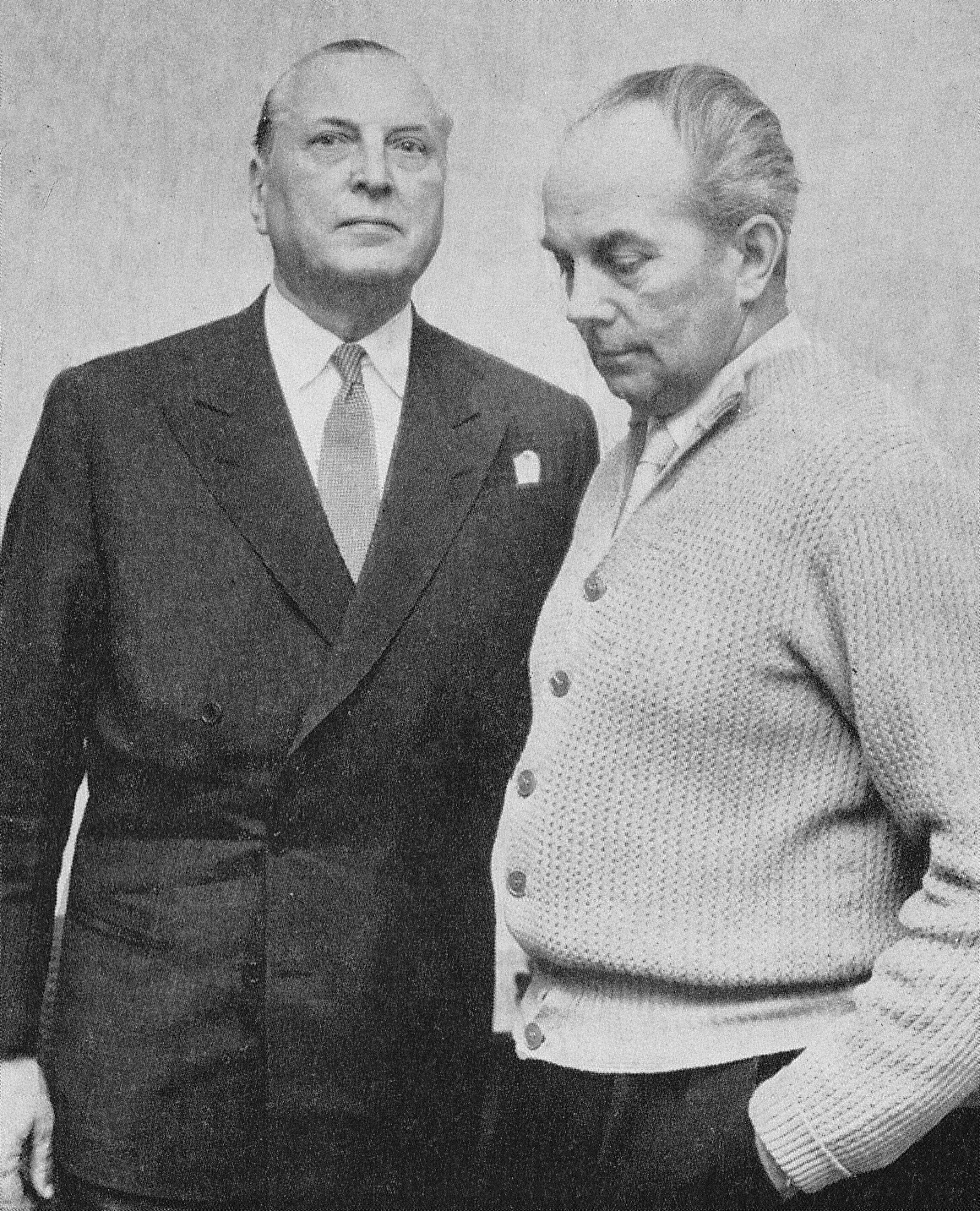
T.v: Einar van de Velde. T.h: Olle Möller

Axel Einar William van De Velde, född 8 februari 1899 i Stockholm, död 22 juni 1981 i Stockholm var en svensk advokat.
Han var son till häradshövdingen Axel Carlson och Ella Lundstedt. Han avlade jur.kand.-examen 1925 och efter tingstjänstgöring vid Halmstads tingsrätt öppnade han en egen advokatbyrå i Stockholm 1927. van de Velde var i sin samtid en av Sveriges mest kända försvarsadvokater och han företrädde bland andra Olle Möller, Elsa Bartel, Erik Gustafsson och Bosse Högberg.